# Cemitério de Highgate
Entrada oeste do Cemitério de Highgate
O Cemitério de Highgate é um cemitério localizado na cidade de Londres, Reino Unido. Construído durante a segunda metade da década de 1830, foi consagrado pelo Bispo Charles James Blomfield em 20 de maio de 1839, tendo o primeiro enterro ocorrido em 26 de maio, seis dias depois. No total, possui aproximadamente 170 000 pessoas sepultadas.

## História e desenvolvimento
No início do século XIX, o crescimento da população de Londres e o consequente aumento da quantidade de óbitos mostraram-se como problemas. Durante a década de 1830, o Parlamento, buscando amenizar a questão, determinou a construção de sete cemitérios: Kensal Green, West Norwood, Highgate, Abney Park, Brompton, Nunhead e Tower Hamlets. Em 1836, outro ato do Parlamento criou a The London Cemetery Company, sob a direção do arquiteto Stephen Geary. Foram comprados dezessete acres de terras no lado oeste da Swain's Lane e, entre 1836 e 1839, Geary e os também arquitetos James Bunstone Bunning e David Ramsey trabalharam na construção do cemitério e de seus jardins. Em 20 de maio de 1839, uma segunda-feira, o cemitério foi consagrado pelo Bispo Charles James Blomfield, tendo sido reservados quinze acres para utilização por membros da Igreja e os outros dois para pessoas que não tinham vínculo com a Igreja Anglicana. O primeiro enterro foi o de Elizabeth Jackson, ocorrido em 26 de maio do mesmo ano.
O cemitério mostrou-se um negócio lucrativo, o que fez com que em 1854 a London Cemetery Company comprasse mais vinte acres no outro lado da avenida, para ampliá-lo. Essa área adjacente, conhecida como Cemitério do Leste, foi inaugurada em 1856, tendo seu primeiro enterro ocorrido em 12 de junho de 1860. A conexão entre as duas áreas se dava por meio de um túnel abaixo da avenida.
No entanto, no início do século XX os enterros e funerais mais elaborados passaram a perder importância para a população de Londres. Além disso, a manutenção das sepulturas já adquiridas também foi sendo paulatinamente abandonada pelos proprietários, o que fez com que a renda do cemitério diminuísse significativamente. Em 1956, como forma de obter recursos, a London Cemitery Company vendeu algumas áreas até que, em 1960, declarou falência e foi absolvida pela United Cemetery Company. Porém, a nova companhia também não conseguiu manter o cemitério, que acabou sendo fechado.
Em 1975 foi fundada a organização The Friends of Highgate Cemetery, que obteve a propriedade da área em 1981 e vem administrando-a desde então, utilizando os fundos arrecadados com ingressos e visitas para arcar com a manutenção e restauro das estruturas.

## Arquitetura
Situado em um ponto alto de Londres e portanto privilegiado, a cerca de 115 metros acima do nível do mar, foi construído com a intenção de ser um cemitério para a elite londrina. Possui duas capelas, uma para membros da Igreja e outra para não-membros, localizadas ambas em um edifício único que serve também como entrada para o terreno.
Uma das estruturas de destaque é a Avenida Egípcia, composta por uma entrada em forma de arco seguida por 32 abóbadas que conduzem ao Círculo do Líbano, com mais 36 abóbadas, construídas a partir da escavação do solo no local.

## Sepultamentos

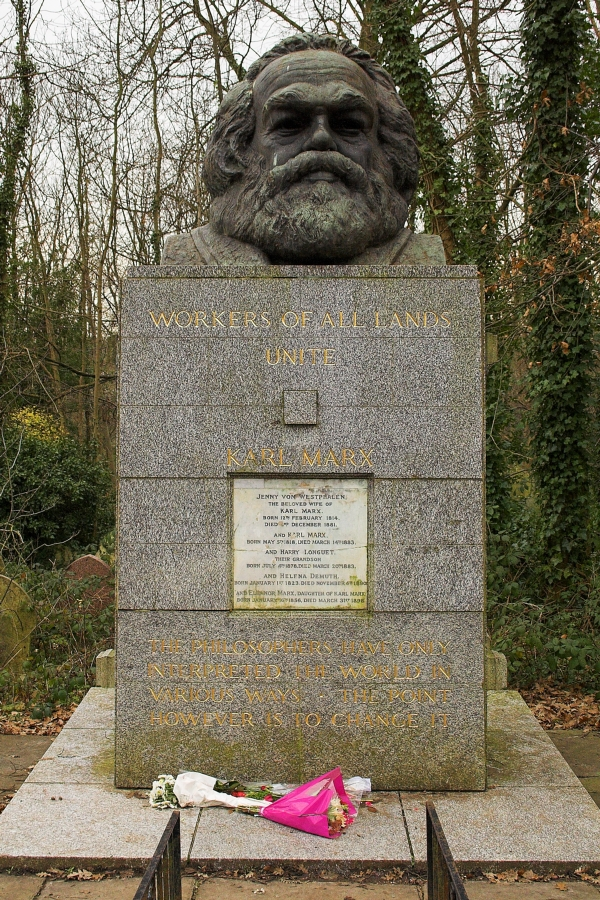
Túmulo de Karl Marx.

Dentre as personalidades notórias enterradas no cemitério, estão:
- Karl Marx, pensador alemão[2][4][5]
- George Eliot (Mary Ann Evans), romancista inglesa[2][4][6][5]
- Ralph Richardson, ator inglês[2]
- Douglas Adams, escritor inglês[2][6][5]
- Patrick Caulfield, pintor inglês[6][5]
- William Friese-Greene, fotógrafo e inventor inglês[6][4]
- Anna Mahler, escultora austríaca[6]
- Malcolm McLaren, empresário inglês[6][5]
- Christina Rossetti, poetisa inglesa[6][5]
- Edward Hodges Baily, escultor inglês[4]
- Rowland Hill, professor inglês[4]
- John Singleton Copley, pintor estadunidense[4]
- Michael Faraday, físico e químico inglês[4][5]
- Henry Moore, escultor e desenhista inglês[4]
- Elizabeth Siddal, artista e poeta inglesa[4]
- George Michael, cantor inglês[5]
- George Henry Lewes, filósofo e crítico literário inglês[5]
- Jeremy Beadle, apresentador inglês[5]
- Sheila Gish, atriz inglesa[5]
- Henry Gray, médico inglês[5]
- Ralph Miliband, sociólogo inglês[5]
- Bruce Reynolds, criminoso inglês[5]
- Beryl Bainbridge, romancista inglesa[5]
- Charles Cruft, apresentador inglês[5]
- Lucian Freud, pintor inglês[5]
- Jean Simmons, atriz inglesa[5]